# 천안청수고등학교
천안청수고등학교(天安淸水高等學校)는 대한민국 충청남도 천안시 동남구 청수동에 있는 공립 고등학교이다.

## 학교 연혁
- 2005년 10월 10일 : 천안청수고등학교 설립인가 (36학급)
- 2009년 3월 4일 : 제1회 입학식 (입학생 466명)
- 2009년 4월 17일 : 개교식
- 2024년 1월 5일 : 제13회 졸업식(졸업생 383명, 총 5,684명)
- 2024년 3월 4일 : 제16회 입학식(입학생 416명)
- 2024년 10월 1일 : 제8대 박현숙 교장 취임
- 2025년 3월 4일 : 제17회 입학식(입학생 411명)

## 참고 자료
- 천안청수고등학교 - 한국교육학술정보원 학교알리미